# Balagtas (krater)
Balagtas är en nedslagskrater på planeten Merkurius, med en diameter på ungefär 104 kilometer.
1976 uppkallades kratern efter den filippinske poeten Francisco Balagtas.